# Amt Mittenwalde
Das Amt Mittenwalde war ein 1992 gebildetes Amt im Land Brandenburg, in dem sich sechs Gemeinden im damaligen Kreis Königs Wusterhausen (heute Landkreis Dahme-Spreewald, Brandenburg) zu einem Verwaltungsverbund zusammengeschlossen hatten. Sitz der Amtsverwaltung war in der Stadt Königs Wusterhausen. Das Amt Mittenwalde wurde 2003 aufgelöst, die amtsangehörigen Gemeinden in die Stadt Mittenwalde eingegliedert.

## Geographische Lage
Das Amt Mittenwalde grenzte im Norden an das Amt Schönefeld, im Nordosten und Osten an die amtsfreie Stadt Königs Wusterhausen, im Osten und Südosten an die amtsfreie Gemeinde Bestensee, im Südosten und Süden an das Amt Schenkenländchen, im Westen an das Amt Zossen und an das Amt Rangsdorf und im Nordwesten an das Amt Blankenfelde-Mahlow.

## Geschichte
Im Zuge der Ämterbildung im Land Brandenburg schlossen sich 1992 acht Gemeinden aus den Kreisen Königs Wusterhausen und Zossen zum Amt Mittenwalde zusammen. Der Minister des Innern des Landes Brandenburg erteilte am 23. Juni 1992 seine Zustimmung zur Bildung dieses Amtes. Als Zeitpunkt des Zustandekommens des Amtes wurde der 26. Juni 1992 festgelegt. Das Amt hatte seinen Sitz in der Stadt Mittenwalde. Folgende Gemeinden (in der Reihenfolge wie publiziert im Amtsblatt) gehörten dazu:
1. Ragow
2. Brusendorf
3. Schenkendorf
4. Telz
5. Gallun
6. Motzen
7. Töpchin und die Stadt
8. Mittenwalde

Mit der Gemeindereform 2003 in Brandenburg wurden die Gemeinden Brusendorf, Gallun, Motzen, Ragow, Schenkendorf, Telz und Töpchin zum 26. Oktober 2003 per Gesetz in die Stadt Mittenwalde eingegliedert. Das Amt Mittenwalde wurde aufgelöst und die Stadt Mittenwalde amtsfrei.

## Amtsdirektor
Letzter Amtsdirektor war Uwe Pfeiffer.

## Belege
1. ↑  Bildung des Amtes Mittenwalde. Bekanntmachung des Ministers des Innern vom 23. Juni 1992. Amtsblatt für Brandenburg - Gemeinsames Ministerialblatt für das Land Brandenburg, 3. Jahrgang, Nummer 47, 10. Juli 1992, S. 894.
2. ↑  Sechstes Gesetz zur landesweiten Gemeindegebietsreform betreffend die Landkreise Dahme-Spreewald, Elbe-Elster, Oberspreewald-Lausitz, Oder-Spree und Spree-Neiße (6.GemGebRefGBbg) vom 24. März 2003, Gesetz- und Verordnungsblatt für das Land Brandenburg, I (Gesetze), 2003, Nr. 05, S. 93